# MPQ-90雷達
CS/MPQ-90蜂眼雷達為中山科學研究院為中華民國陸軍研發之相位陣列雷達系統，以提升陸軍的野戰防空能力。此套系統的艦用衍生型也被安裝於量產型沱江級巡邏艦上，使其成為具備點防空火力的小型艦船。

## 發展
CS/MPQ-90蜂眼雷達於1990年代開始研發，原定於2002年完成研發工作，但中華民國陸軍曾於2000年因研發進度落後而要求中科院現況結案，並向外國廠商採購野戰防空雷達。時任計畫負責人荊溪暠博士力主持續研發，並從相列雷達組與地面雷達組徵調人員支援此項研發案，陸軍與中科院也成立蜂眼專案計畫室以監督開發過程。最後蜂眼雷達如期如質通過戰術測評，進入建案部署階段。首批蜂眼雷達於2011年以「車載式野戰防空相列雷達」為名建案，以新台幣61億6,540萬5,000元的預算採購14套（後續追加至17套）系統，於民國101-105年度（西元2012-2016年）分批解繳陸軍。第二批蜂眼雷達則於2021年以「新型目獲雷達系統」為名建案，將用新台幣32億4,749萬8,000元的預算採購11套系統，預計於民國111-115年度（西元2022-2026年）分批解繳陸軍。
陸軍另因八軍團的榭樹飛彈系統過於老舊而於2019年以「獵隼專案」為名建案採購陸劍二防空飛彈系統，其中即包含6套蜂眼雷達系統。

### CS/SPS-2B
CS/SPS-2B海蜂眼雷達是陸用型蜂眼雷達研改而來的衍生型，曾於漢光31號演習中與海劍二飛彈進行海上全系統驗證。該次實驗使用貼海飛行的1089型靶機模擬攻船飛彈，蜂眼雷達系統順利捕獲目標並發射飛彈擊落靶機，證明此系統可在高海雜波的環境下正常追監目標。之後，海蜂眼雷達系統又於台灣東北部及東部海域進行多次飛行測試偵追，飛試目標包含在不同空層飛行的直升機、戰機與靶機。測試結果顯示海蜂眼雷達系統可在艦艇航行時，船體持續搖擺的狀況下穩定偵追高中低空的飛行目標。
此套系統於2020年12月安裝於光榮之星測試船上進行測試，並在2021年9月9日塔江軍艦成軍時正式開始服役。

## 性能
CS/MPQ-90蜂眼雷達之最大偵測距離為60公里，可同時追蹤64個目標，並同時指揮9組以上的防空火力單元進行接戰。由於此系統大都採用固態元件，加上模組化抽換設計，使平均維修時間降至30分鐘以內，平均故障間隔超過300小時。

## 採購狀況
| 預算年度            | 採購數量 |
| ------------------- | -------- |
| 2014年（民國103年） | 4套      |
| 2015年（民國104年） | 6套      |
| 2016年（民國105年） | 4套      |
| 2017年（民國106年） | 無       |
| 2018年（民國107年） | 無       |
| 2019年（民國108年） | 無       |
| 2020年（民國109年） | 無       |
| 2021年（民國110年） | 無       |
| 2022年（民國111年） | 2套      |
| 2023年（民國112年） | 2+1套    |
| 2024年（民國113年） | 2+4套    |
| 2025年（民國114年） | 3套      |
| 2026年（民國115年） | 3套      |
| 首批追加            | 3套      |
| 合計                | 34套     |

## 圖集

裝備於3.5噸中型戰術輪車上的蜂眼雷達
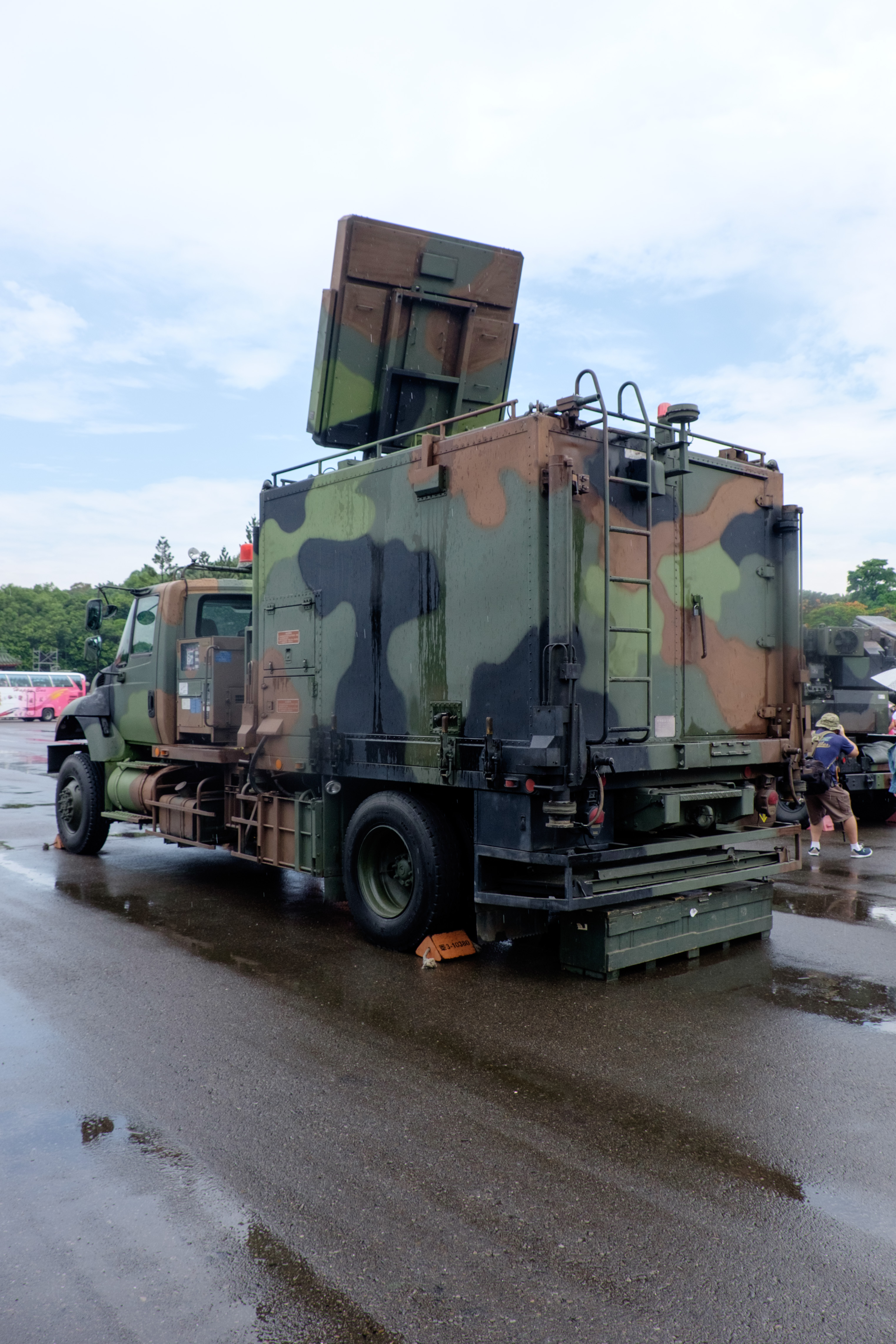
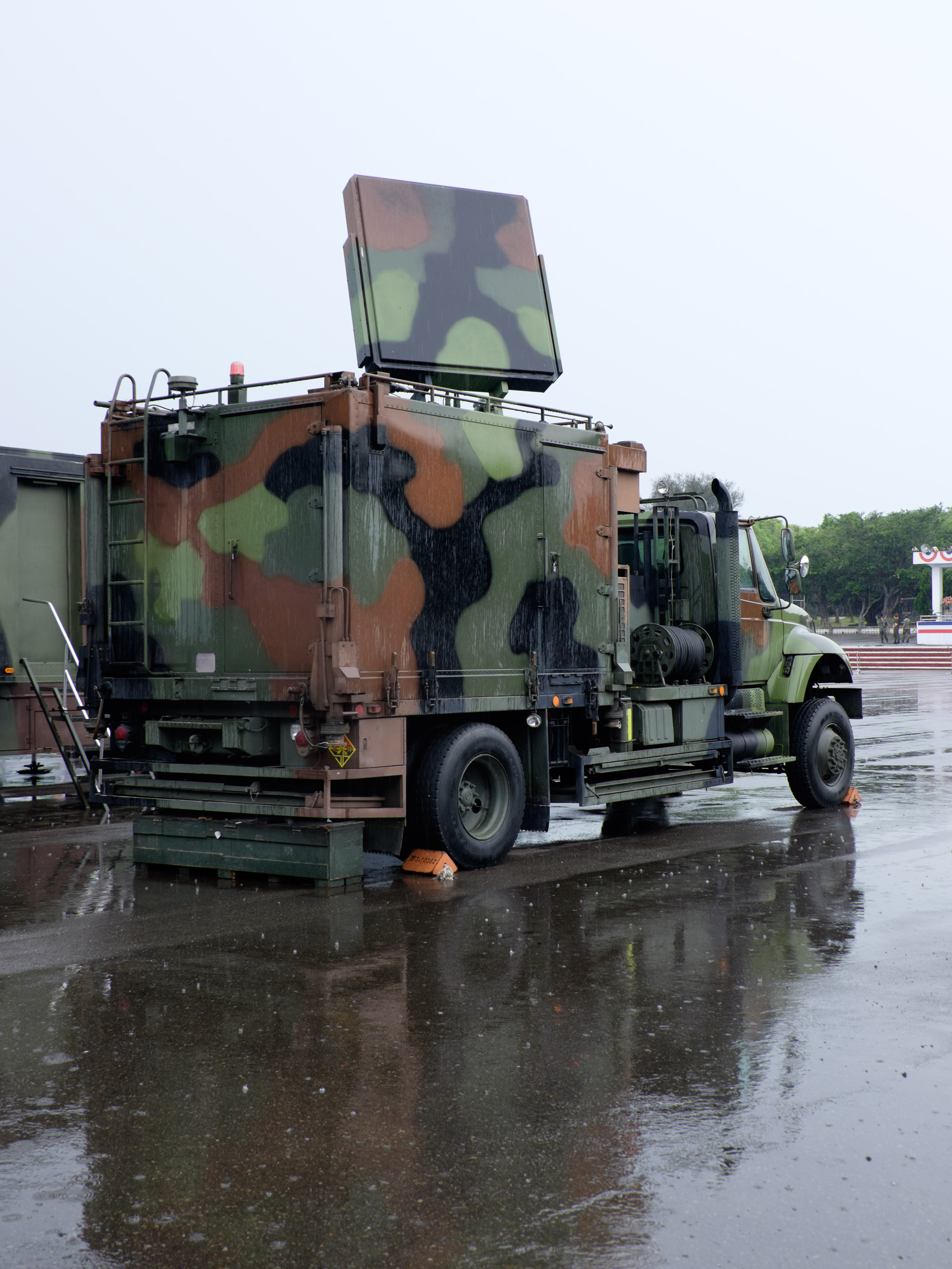
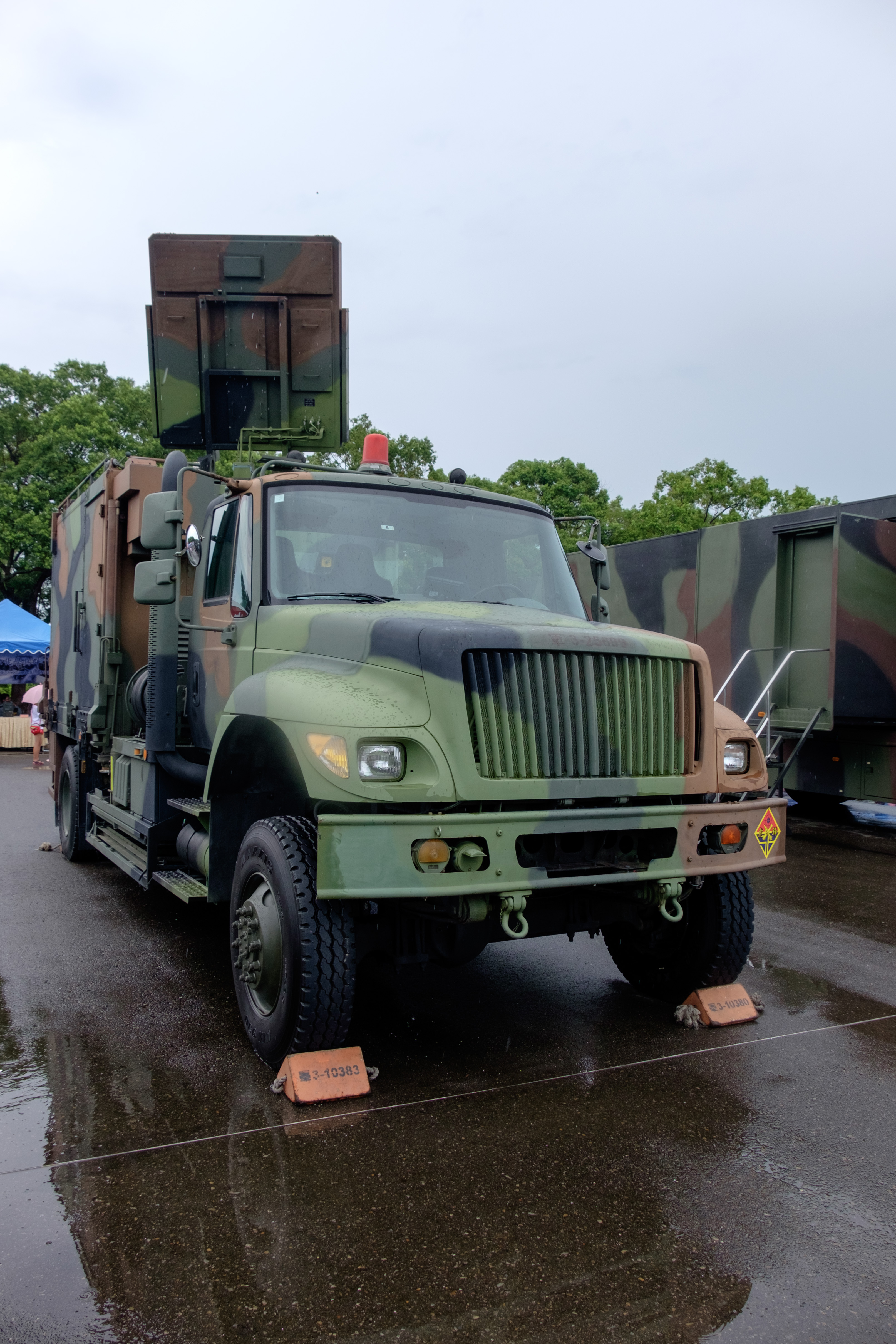

## 另見
- MPQ-78雷達
- 海劍二防空飛彈系統
- 陸劍二防空飛彈系統

## 外部連結
- 中山科學研究院的介紹頁面